# رمحية سامية
رُمحية سَامِيَة (الاسم العلمي: Doryanthes excelsa)، نوع من النباتات المُزهرة من الفصيلة الرمحية.
تستوطن المناطق الساحلية في نيو ساوث ويلز بالقرب من سيدني.أوراقها تشبه السيف يبلغ طولها أكثر من متر (3 أقدام) وتنمو زهرتها على ارتفاع يصل إلى 6 أمتار (20 قدمًا). تحتوي قمة السنبلة على مجموعة كبيرة من الزهور الحمراء الزاهية، يبلغ طول كل منها 10 سنتيمترات (4 بوصات).